# Olaparib
Olaparib, comercializado sob a marca Lynparza, é um medicamento para o tratamento de cancro do ovário, da próstata e da mama em pessoas com mutações dos genes BRCA 1/2.